# Wydawnictwo Nisza
Wydawnictwo Nisza – wydawnictwo z siedzibą w Warszawie, założone w 2004 przez Krystynę Bratkowską. Publikuje głównie książki z dziedziny literatury pięknej i eseistyki. Mimo stosunkowo niewielkiej produkcji jego książki są bardzo często nagradzane.

## Niektóre nagrody dla autorów książek
- 2010, Paszport „Polityki”[1] i nominacja do nagrody Nike[2] dla Piotra Pazińskiego za Pensjonat, Nisza, Warszawa 2009.
- 2011, Warszawska Premiera Literacka[3] dla Piotra Jagielskiego za Bird żyje, Nisza, Warszawa 2011.
- 2011, Warszawska Premiera Literacka[4] dla Jana Gondowicza za Pan tu nie stał, Nisza, Warszawa 2011.
- 2012, Nagroda Literacka Gdynia[5] oraz Nagroda Literacka Gryfia[6], a także nominacja do nagrody Nike[7] 2012 dla Magdaleny Tulli za Włoskie szpilki, Nisza, Warszawa 2011.
- 2012, Nagroda Literacka Unii Europejskiej[8] dla Piotra Pazińskiego za Pensjonat, Nisza, Warszawa 2009.
- 2015, Nagroda Conrada[9] dla Liliany Hermetz za Alicyjkę, Nisza, Warszawa 2014.
- 2016, Międzynarodowa Nagroda Literacka im. Zbigniewa Herberta[10] dla Michała Sobola za całokształt twórczości (zgodnie z życzeniem laureata Larsa Gustafssona).
- 2017, Nominacja do Nagrody Literackiej „Nike”[11] dla Joanny Lech za Sztuczki, Nisza, Warszawa 2016.
- 2017, Nagroda Prezydenta Miasta Gdańska za Twórczość Translatorską im. Tadeusza Boya-Żeleńskiego[12] dla Piotra Pazińskiego za przekład książki Przypowieść o skrybie i inne opowiadania Szmuela Josefa Agnona, Nisza, Warszawa 2016.
- 2017, Nagroda Literacka Gdynia[13] w kategorii poezja dla Michała Sobola za Schrony, Nisza, Warszawa 2016, a także nominacja do Nagrody Literackiej Gdynia[14] w kategorii proza dla Joanny Lech za Sztuczki, Nisza, Warszawa 2016.
- 2018, Wyróżnienie w XIV edycji Ogólnopolskiego Konkursu Literackiego im. Artura Fryza na najlepszy poetycki debiut książkowy roku dla Marcina Niewirowicza za dociekania strefy, Nisza, Warszawa 2017
- 2018, Finał Nagrody Literackiej „Nike”[15] dla Mikołaja Grynberga za Rejwach oraz nominacja do Nagrody Literackiej „Nike”[15] dla Andrzeja Dybczaka za książkę Pan wszystkich krów.
- 2018, Nominacja do nagrody Paszport „Polityki”[16] dla Łukasza Zawady za Fragmenty dziennika SI, Nisza, Warszawa 2018.
- 2019, Nagroda Literacka im. Marka Nowakowskiego[17] dla Rafała Wojasińskiego za zbiór opowiadań Olanda, Nisza, Warszawa 2018.
- 2019: Nominacja do Nagrody Literackiej im. Witolda Gombrowicza dla Katarzyny Pochmary-Balcer za Lekcję kwitnienia i dla Łukasza Zawady za Fragmenty dziennika SI[18]
- 2021: Nominacja do Nagrody – Stypendium im. S. Barańczaka w ramach Poznańskiej Nagrody Literackiej dla Igora Jarka za książkę Halny[19].
- 2021: Poznańska Nagroda Literacka – Nagroda im. A. Mickiewicza dla Jana Gondowicza[20].